# Muzeum Lenina w Krakowie
Muzeum Lenina w Krakowie – muzeum w Krakowie istniejące w latach 1954–1989.

## Opis
Muzeum zostało założone w związku z wizytą w Krakowie rosyjskiego ideologa Włodzimierza Lenina.
Główna siedziba mieściła się w pałacu Mańkowskich przy ul. Topolowej 5. Muzeum posiadało oddziały: „Dom Lenina” w Krakowie przy ul. Królowej Jadwigi 41 („Dom Zwierzyniecki”) i Muzeum Lenina w Poroninie. Muzeum i jego oddziały zostały zlikwidowane na fali przemian ustrojowych z 1989 r. Krakowski budynek jest zajmowany przez Wojewódzki Sąd Administracyjny.